# Фиалка полевая
Фиа́лка полева́я (лат. Víola arvénsis) — однолетнее, двулетнее или многолетнее травянистое растение; вид рода Фиалка семейства Фиалковые.

## Морфологическое описание

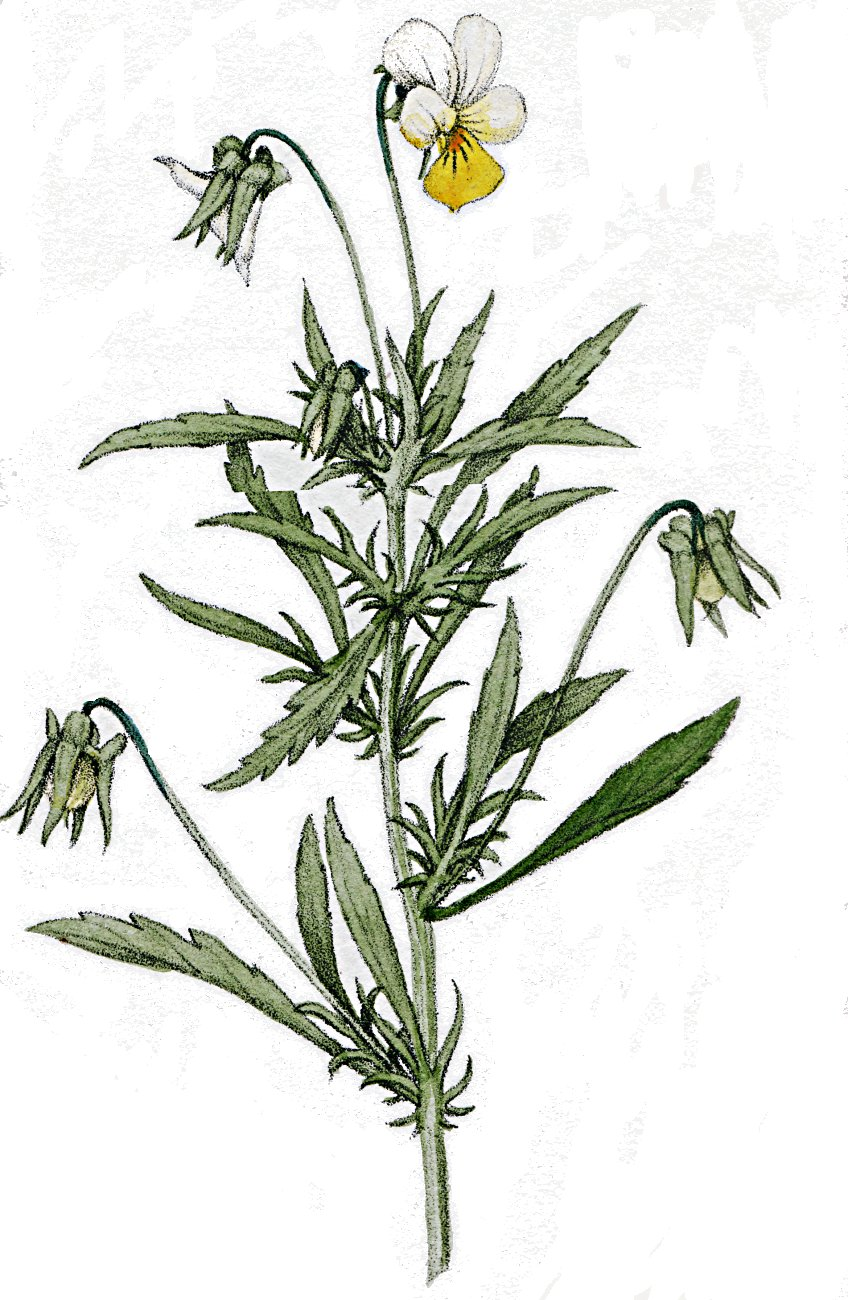
Ботаническая иллюстрация из книги Dictionaire des plantes suisses, 1853

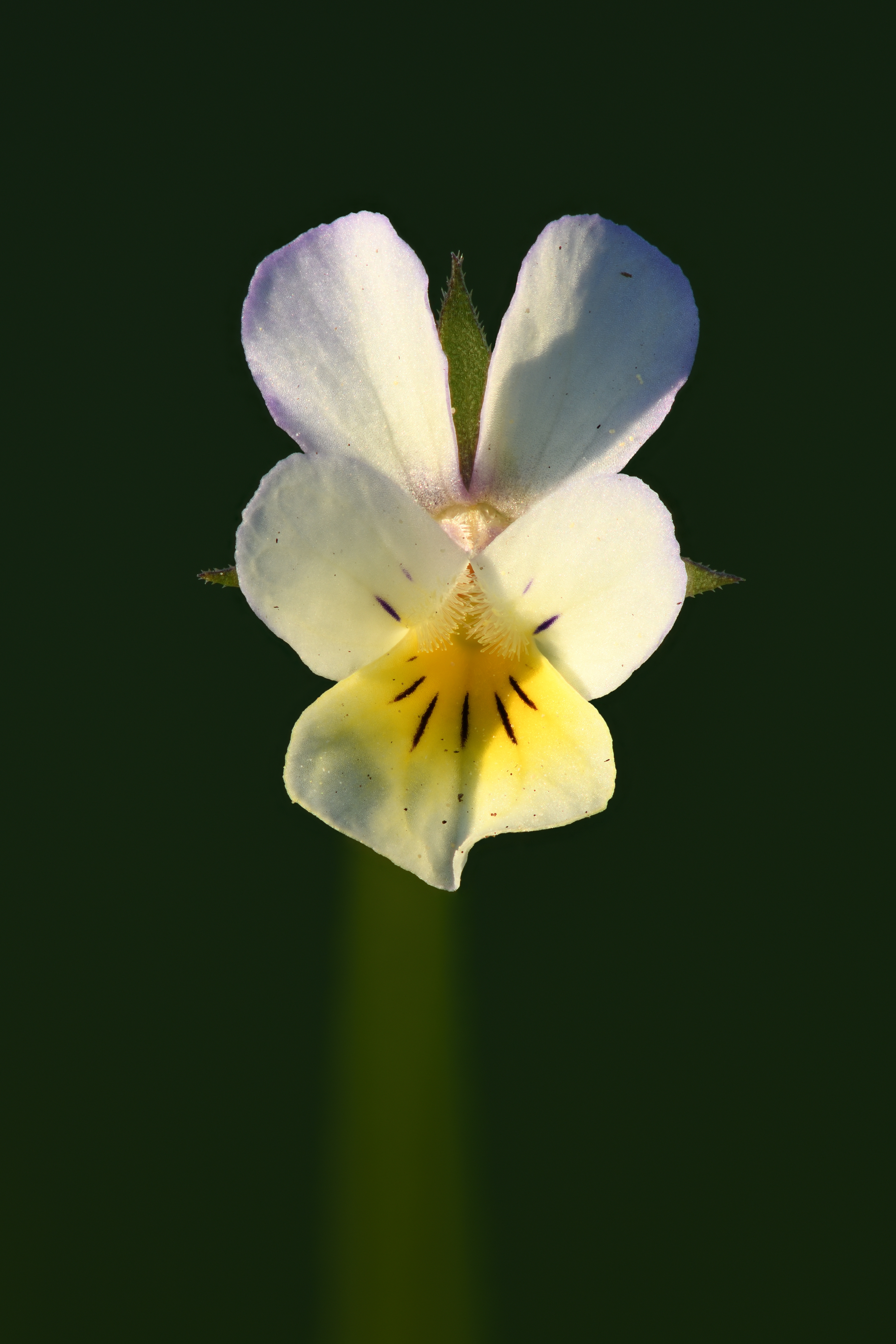
Цветок

Однолетнее или двулетнее (многолетнее) растение с тонким буроватым корнем.
Стебли надземные, ветвистые, прямостоячие или приподнимающиеся высотой 5—20 (35) см.
Листья очерёдные, простые, городчатые или городчато-пильчатые. Нижние — черешковые округло-овальные, верхние — почти сидячие (на верхушке стебля) продолговато-ланцетные. Прилистники крупные, перистораздельные, лировидные с ланцетовидной верхней долей.
Цветки одиночные, неправильные, зигоморфные (с одной осью симметрии) 6—10 мм в диаметре. Околоцветник двойной, чашелистиков и лепестков по 5, не сросшихся между собой. Тычинок 5, пестик 1 с искривлённым столбиком, завязь верхняя.
Венчик раздельнолепестный, воронковидный, светло-жёлтый, с почти белыми верхними лепестками. Лепестки короче чашелистиков или едва их превышают. Нижний лепесток почти округлый, имеет короткий, не превышающий длины придатков чашелистиков шпорец, в котором собирается нектар, выделяемый двумя нижними тычинками. Верхние лепестки овальные или овально-ланцетовидные, боковые — направлены вверх (средняя линия бокового лепестка образует тупой угол со средней линией нижнего лепестка).
Цветёт с конца весны до осени; семена созревают, начиная с июня.
Часто развиваются клейстогамные цветки, имеющие вид невскрывающихся бутонов, самоопыляющиеся внутри.
Плод — трёхстворчатая коробочка длиной 6—10 мм. Семена обратнояйцевидные, гладкие, желтовато-коричневые.
Диплоидный набор хромосом — 34.

## Географическое распространение
Общее распространение: Восточная Европа, Западная Сибирь и Восточная Сибирь, Дальний Восток; Скандинавия, Центральная и Атлантическая Европа, Средиземноморье, Малая Азия; Северная Америка (заносное).
В России встречается повсеместно в Европейской части и на юге Сибири. Обыкновенный вид в Средней России.

## Экология и фитоценология
Фиалка полевая приурочена к сухим, обеднённым, слабо кислым почвам. Произрастает по сорным местам, вдоль дорог, на вырубках, полях, огородах, в посевах. Первичные местообитания, по-видимому, связаны с луговыми и песчаными берегами рек.
Интенсивно размножается семенами, которые при растрескивании разлетаются на некоторое расстояние. На одном растении может вызревать до 3000 семян, которые прорастают ранней осенью. Вегетативно размножается при помощи укореняющихся ветвей.

## Химический состав
Аскорбиновая кислота, салициловая кислота (0,087 %), слизи (9,5 %), урсоловая кислота, каротиноиды, флавоноиды (рутин, витексин, изовитексин, ориентин, изоориентин, виопалтин, вицетин-2 и другие). В цветках содержатся эфирное масло и антоциановые гликозиды (виоланин, 3-гликозид дельфинидина и 3-гликозид пеонидина); в корнях обнаружены в небольшом количестве алкалоиды.

## Хозяйственное значение

### Медицинское применение
В качестве лекарственного сырья используют траву фиалки полевой (лат. Herba Violae arvensis), которую собирают во время цветения и сушат в проветриваемых помещениях, разложив тонким слоем, или в сушилках при температуре не выше +40 °С. Срок хранения сырья 1,5 года.
Настой травы применяют в качестве отхаркивающего средства; трава входит в состав грудных и мочегонных сборов.

## Номенклатура и внутривидовая систематика
Viola arvensis Murray, 1770, Prodr. Stirp. Götting.: 173; Клоков, 1949, во Фл. СССР 15:468; Никитин, 2006, в Маевск. Фл., изд. 10, 371. — Фиалка полевая.
Относится к семейству Фиалковые, род Фиалка, подрод Melanium (Ging.) Peterm., секция Melanium Ging., подсекция Infundibulares Vl.Nikit..
Тип описан из окрестностей Геттингена: «Haes vulgarissima Gottingae…». Местонахождение типа неизвестно.
|  |
|  |